# Монати
Монати — мыс на северо-западе Тихого океана, крайняя южная точка острова Беринга в составе Командорских островов.

## Топоним
Назван в 1741—1742 годах по обитавшим там морским коровам, которых Георг Стеллер ошибочно принял за монатов — животных того же отряда, живущих в Южной Америке.

## География
Крайняя южная точка острова Беринга. На востоке омывается проливом Адмирала Кузнецова, отделяющим остров Беринга от острова Медный. Соседние мысы: Сивучий Непропуск на западном побережье и Элина на восточном. Между ними расположена возвышенность высотой 516 метров. Ближайшие бухты: Ликандровская и Эканах на востоке между мысами Элина и Непропуск и Шипицинская на западе за мысами Сивучий Непропуск, Островной Столб, Арий Непропуск.
Средняя величина прилива у мыса — 1,3 метра, наибольшая глубина — 46 метров.
Входит в состав национального парка «Командорские острова».